# Carcaixent
Carcaixent (in castigliano Carcagente) è un comune spagnolo di 21 735 abitanti situato nella comunità autonoma Valenciana.

## Amministrazione

### Gemellaggi
- Bagnols-sur-Cèze
- Feltre
- Braunfels